# Paul Cowan
Paul Cowan (* 1947) ist ein kanadischer Filmemacher, der die meiste Zeit seiner Karriere beim National Film Board of Canada verbracht hat.

## Karriere
Für Going the Distance, einen Dokumentarfilm über die Commonwealth Games 1978, wurde Cowan gemeinsam mit Jacques Bobet für einen Oscar für den besten Dokumentarfilm nominiert. Er war Regisseur des kontroversen Dokumentarfilms The Kid Who Couldn't Miss und Kameramann des Oscar-prämierten Films Flamenco at 5:15.
Für seinen Dokumentarfilm Westray über das Grubenunglück von Westray wurde er mit dem Genie Award ausgezeichnet. Er schrieb und führte Regie bei dem Dokumentarfilm Der Preis für den Frieden (2005). 2009 zog er sich von der NFB zurück, nachdem er bei der Verfilmung von Margaret MacMillans Peacemakers: The Paris Peace Conference of 1919 and Its Attempt to End War mitgewirkt hatte. Im Jahr 2012 führte er Regie bei dem Dokumentarfilm The Crash of Flight 810, der Teil der TSN-Reihe Engraved on a Nation ist, einer Serie von acht Dokumentarfilmen, die anlässlich des 100. Der Film handelt vom Absturz des Fluges 810 der Trans-Canada Air Lines über den Slesse Mountain in British Columbia im Jahr 1956, bei dem alle 62 Menschen an Bord ums Leben kamen, darunter fünf Fußballspieler, die sich auf dem Rückweg vom jährlichen East-West All-Star Game befanden.
2014 schloss Cowan gemeinsam mit dem palästinensischen Künstler Amer Shomali den Dokumentarfilm The Wanted 18 ab, der die Bemühungen der palästinensischen Stadt Beit Sahour um den Aufbau einer unabhängigen Milchwirtschaft während der ersten Intifada thematisiert. Der Film wurde beim Toronto International Film Festival 2014 uraufgeführt.

## Persönliches Leben
Cowan wohnt in Westmount, Québec, und ist mit der CBC-Radiofrau Katie Malloch verheiratet.

## Filmografie
- 1975: Descent
- 1976: Coaches
- 1977: I'll Go Again
- 1979: Going the Distance
- 1980: Coming Back Alive
- 1980: Stages
- 1981: Where the Buoys Are
- 1983: Anybody's Son Will Do
- 1983: The Deadly Game of Nations
- 1983: The Kid Who Couldn't Miss
- 1984: Democracy on Trial: The Morgentaler Affair
- 1986: At the Wheel: After the Crash
- 1986: At the Wheel: Under the Influence
- 1986: No Accident
- 1988: See No Evil
- 1989: Justice Denied
- 1992: Double or Nothing: The Rise and Fall of Robert Campeau
- 1995: Lessons
- 2000: Give Me Your Soul...
- 2001: Westray, sur la catastrophe de la mine Westray
- 2005: Der Preis für den Frieden (The Peacekeepers)
- 2009: Versailles 1919, ein Vertrag und kein Frieden (Paris 1919 : Un traité pour la paix)
- 2012: The Crash of Flight 810
- 2014: The Wanted 18